# Sally, la muñequita del pueblo
Sally, la muñequita del pueblo, es una miniserie peruana producida en el año 2008 de Cablevisión, dirigida por Aristóteles Picho y transmitida por América Televisión. Se estrenó por primera vez el 17 de noviembre de 2008 en el horario de 8:00 a 9:00 p. m. y finalizó el 18 de diciembre de 2008, sin embargo El 19 de diciembre de 2008 se retransmite el capítulo final. Narra la historia de Sara Barreto 'Muñequita Sally'. La actriz, Mónica Sánchez, asume el papel principal, compartiendo con otros destacados actores. 
La miniserie logró cautivar al público peruano, liderando el índice de audiencia en su horario. Superó desde su debut a la esperada producción Magnolia Merino. Fue elegida por elección popular del diario La República como lo mejor de 2008.

## Sinopsis
En 1969 nace Sara Barreto en un hogar de clase humilde y de padres separados. Hilda Retuerto, madre de Sally, trabaja duro para mantener a sus hijos. Conoce a Hilario Barreto, un hombre bueno que decide hacerse cargo de la familia, pero la situación económica iniciallo les sería muy favorable.
A corta edad, Sarita empieza a dar señales de su talento artístico cantando huaynos por donde iba y gozando del agrado de quien la escuchara. Su padrastro decide presentarla como "La Natachita del folclore", iniciando así su carrera musical.
Su habilidad para el canto le traerá alegrías y problemas a la pequeña Sarita que la llevarán a convertirse más adelante en "La Muñequita Sally".

## Personajes

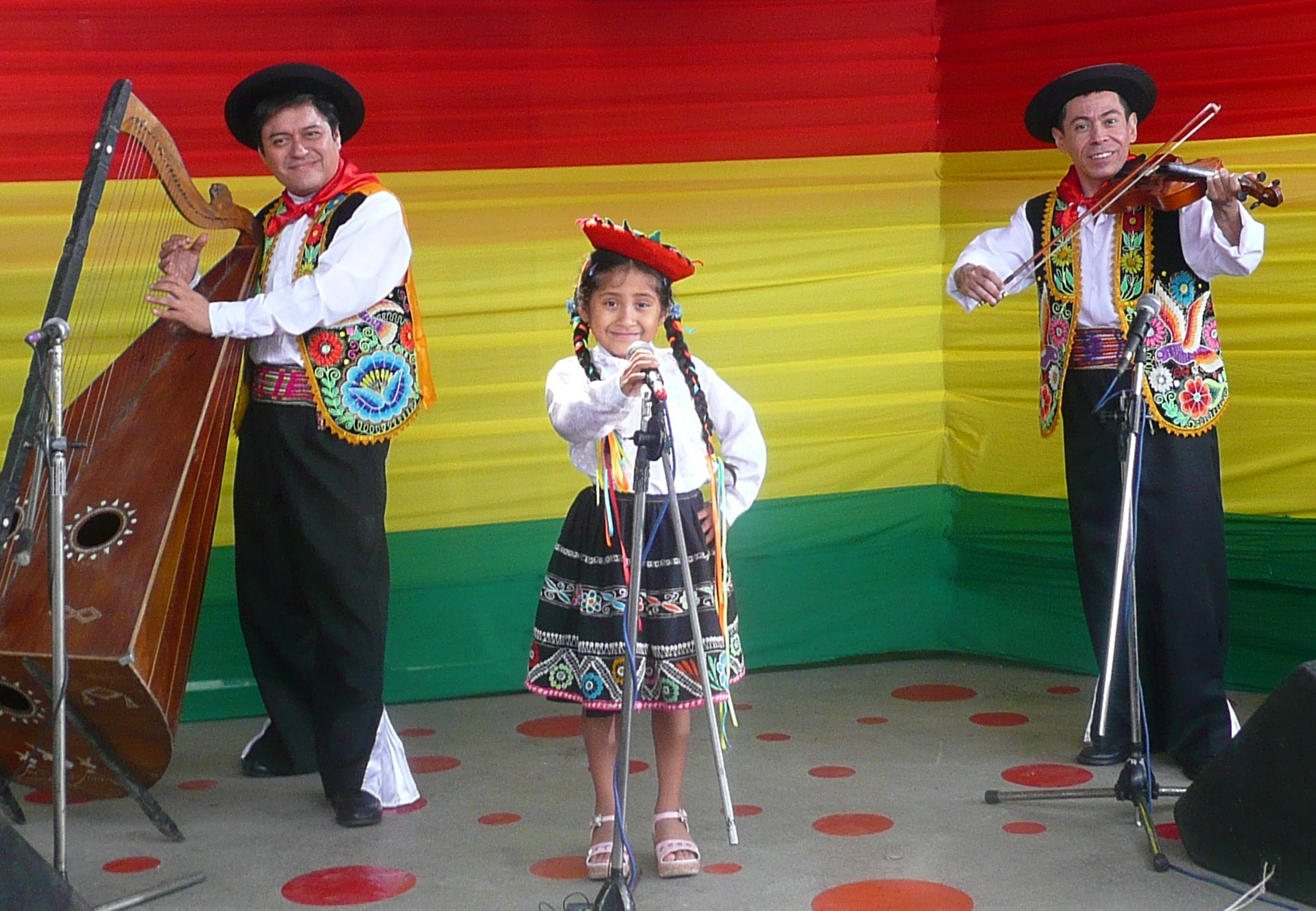
Alfredo Levano (Hilario), Sol Feedile Hipólito (Sara niña) y Oswaldo Salas (Pepito).

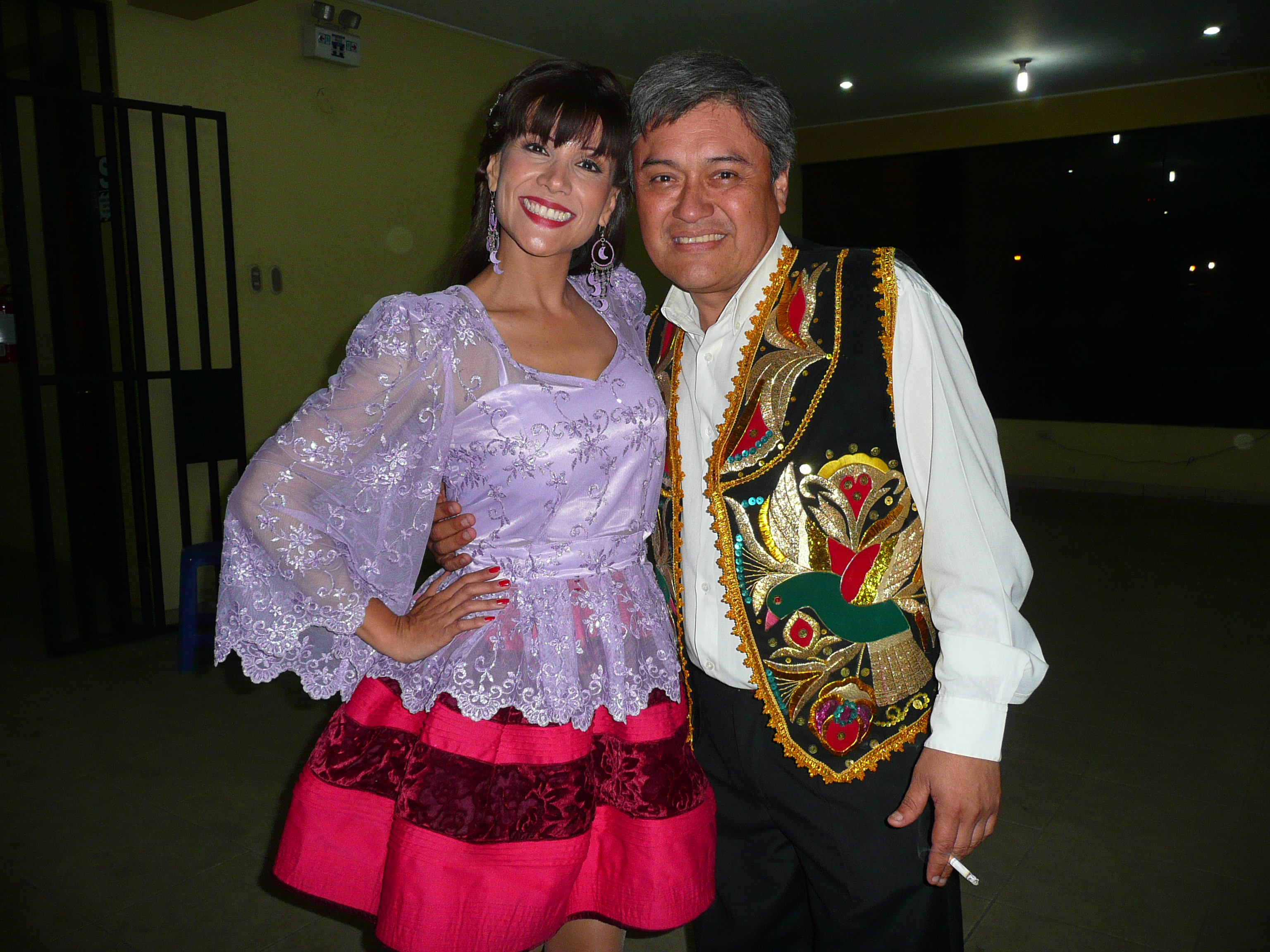
Mónica Sánchez (Sally) y Alfredo Levano (Hilario).

- Sara Barreto ó "Sally" (Mónica Sánchez / Jazmine Zapata / Sol Feedile Hipólito) - Mujer de carácter fuerte, luchadora, emprendedora con voz de mando y decidida. Tiene talento para el canto, no le teme al trabajo fuerte, tiene la capacidad de enfrentar la pobreza y salir adelante, en su vida se enfrenta a muchas dificultades que son superadas desde su infancia.
- Hilda (Orietta Foy) - Mamá de Sally. Una mujer bastante trabajadora, buena madre, natural de Huaraz, simpática, coqueta, trabajadora. No tiene vergüenza con tal de salir adelante es capaz de todo, es bastante creyente, apoya a sus hijos en todo, no les pone trabas, pero siempre los aconseja, tiene buen carácter, es una mujer muy fuerte.
- Hilario (Alfredo Lévano) - Papá de Sally. Joven fuerte, trabaja en construcción, oriundo de la sierra, trabajador de buena labia, enamorador, tiene cualidades para la música y la cocina. Toca el arpa, compone canciones y es quien instruye a Sally en el canto y el baile.
- Demetrio (Gerardo Zamora / Edwin Vásquez) - Primer esposo de Sara. Al comienzo un muchacho flaquito, chato, bien educado, le gusta el fútbol. Está muy enamorado de Sara por lo que hará de todo por conquistar su corazón, hasta meterse a la escuela de policía por conquistar su amor. Luego que sale de la escuela es alto y de cuerpo atlético. Lamentablemente, fallece en un atentado terrorista.
- Luis Serna (David Almandoz) - Segundo esposo de Sara. Empieza la historia de aprox. 22 años cuando conoce a Sara y está en la policía, tiene porte de policía. Vemos a Luis desde joven hasta los 40 años.
- Pitín (Luis Fernando Hidalgo / Carlos La Rosa) - Hermano de Sara, su compañero, no tiene cualidades para el canto como la hermana, le gusta el fútbol y lo practica por lo que tiene porte de deportista. Aunque no le gusta, baila junto a su hermana en las presentaciones. Gracias a su hermana logra estudiar una carrera y salir adelante.
- Jasmín (Norka Ramírez / Yiliana Chong / Ariana Zevallos) - Prima hermana de Sara. Hija de Ana, se convertirá en la mejor amiga de Sara y su confidente, se hacen amigas desde chicas porque casi son contemporáneas y viven cerca.
- Pepito (Oswaldo Salas) - Mejor amigo de Hilario, son paisanos y trabajan juntos en construcción, luego lo apoyará tocando el violín en el grupo que Hilario forma con sus hijos. Es un personaje bastante gracioso y criollo, ha vivido tiempo en Lima.
- Cervera (Eduardo Cesti) - Mánager de la muñequita Sally. Un tipo bonachón, de muchos contactos y buen carácter. Tiene que lidiar con mucho estafador por lo que ha desarrollado cierto criollismos, tiene calle.
- Camucha Condori (Elizabeth Córdoba) - Dueña de un puesto de jugos en el mercado, enemiga de Hilda e Hilario.
- Gabriela Condori (Johana Hernández / Amanda Hume)
- Cardoso (Percy Williams) - Trabajador municipal mafioso y coimero, sólo ve en Hilario e Hilda una fuente de ingreso extra.
- Cecilio (Fredy Montesa)
- Ana (Liliana Alegría)
- Cabo John Navarro (Marcello Rivera)
- Daysi (Daysi Valenzuela)